# Lampó
Lampó  (en grec antic Λάμπων, Lámpon) va ser un famós endeví d'Atenes, amic de Pèricles i expert especialment en interpretar els oracles i en llegir les entranyes de les víctimes sacrificades.
Alguns autors el fan membre de la família dels Eumòlpides. També es diu que podria ser fill d'Olimpiòdor, militar atenenc. Podria haver nascut cap el 480/470 aC i morir cap al 410 aC.
El 444 aC es va unir a Xenòcrit per dirigir una colònia a Turis per substituir a l'antiga Síbaris, encapçalant un nombrós grup d'endevins. Tenia la missió d'aconsellar l'expedició i vetllar perquè la nova colònia fos fundada sota bons auspicis i realitzar els cultes i sacrificis fundacionals adequats.
Però Lampó és conegut sobretot pel seu enfrontament amb el filòsof Anaxàgoras, cap a l'any 443 aC., a propòsit d'un prodigi. Plutarc explica que un dia li van ensenyar a Pèricles el cap d'un moltó, que havia nascut en una de les seves terres, i que només tenia una banya. Lampó, en veure que aquesta banya havia sortit sòlida i forta enmig del front de l'animal, va declarar que la potència dels dos partits que llavors dividien la ciutat (el de Pèricles i el de Tucídides) s'unificarien sota un sol home, aquell a qui a les seves terres havia nascut aquell prodigi. Però Anaxàgoras, tallant el crani de l'animal en dos, va fer veure que el cervell, de forma punxeguda, no ocupava el lloc natural sinó que s'havia desplaçat cap al lloc on començava l'arrel de la banya. L'atenció dels assistents va anar cap a Anaxàgoras, però quan Tucídides, l'enemic polític de Pèricles va ser vençut i el govern va passar a les mans de Pèricles, tothom va alabar Lampó.
El seu caràcter fou satiritzat per Cratí a la seva comèdia Δραπετίδες. També va ser objecte de burles per part de Lísip i d'Antífanes. L'esmenta també diverses vegades Aristòfanes.
Un Lampó apareix com a signant de la pau del 421 aC entre Atenes i Esparta. Probablement és un personatge diferent a l'endeví, encara que la referència que dona l'historiador Tucídides no ho fa creure així.